# Язвищи (Валдайский район)
Язвищи — деревня в Валдайском районе Новгородской области России. Входит в состав Семёновщинского сельского поселения.

## География
Деревня находится в юго-восточной части Новгородской области, в зоне хвойно-широколиственных лесов, на правом берегу реки Лютейка, при автодороге А122, на расстоянии примерно 32 км (по прямой) к западу-юго-западу (WSW) от города Валдай, административного центра района. Абсолютная высота — 158 м над уровнем моря.

### Часовой пояс
Деревня Язвищи, как и вся Новгородская область, находится в часовой зоне МСК (московское время). Смещение применяемого времени относительно UTC составляет +3:00.

## Население
| 2010 |
| ---- |
| 14   |

### Половой состав
По данным Всероссийской переписи населения 2010 года, в гендерной структуре населения мужчины составляли 42,9 %, женщины — соответственно 57,1 %.

### Национальный состав
Согласно результатам переписи 2002 года, в национальной структуре населения русские составляли 100 % из 14 чел.